# No Gravity
No Gravity je drugi studijski album barbadoške pjevačice Shontelle koji je objavljen 21. rujna 2010. godine. Album je sniman od kolovoza 2009. do kolovoza 2010. Najavni singl naziva "Impossible" izdan je 9. veljače 2010. te je dosegao trinaesto mjesto na Billboard Hot 100 listi, postajući Shontellin najuspješniji singl u SAD -u do sada.

## Pozadina i suradnje
Shontelle je u srpnju 2009. izjavila kako bi željela surađivati s umjetnicima kao Kanye West, Alicia Keys i Justin Timberlake. Zatim je u kolovozu 2009. objavila kako je počela raditi na drugom studijskom albumu te da surađuje s producentima kao Sean Garrett i Mr Hudson. Najavila kako će album sadržavati više rock i dance elemenata te je svoj novi zvuk opisala kao sličan onome Katy Perry. Album je trebao biti objavljen u ožujku 2010., ali je objava pomjerena za sredinu godine, kako bi Shontelle stigla pripremiti više suradnja na albumu. U prosincu 2009. je objavljeno kako će se album zvati "Licky", ali je naziv albuma promijenjen u "No Gravity", što je Shontelle izjavila u veljači 2010. 
Shontelle je na albumu surađivala s Mr Hudsonom snimivši pjesmu "The DJ Made Me Do It" (prvotno nazvanu "Do It"), čiji je on koautor. Shontelle je izjavila kako bi na albumu željela surađivati s Davidom Archuletom. Surađivala je i s The-Dreamom i Trey Songzom, iako se pjesma s Trey Songzom neće naći na albumu. Službeno je objavljeno kako će album biti izdan 24. kolovoza 2010., ali je poslije objavljeno kako će album definitivno biti izdan 21. rujna 2010.

## Singlovi
- "Impossible", najavni je singl za album digitalno izdan 9. veljače 2010., a službeno izdan 8. lipnja 2010.[2] Dosegao je visoko trinaesto mjesto na Billboard Hot 100 listi i tako postao najuspješniji singl Shontelle do sada. Singl je digitalno izdan 23. kolovoza 2010. u Ujedinjenom Kraljevstvu.
- "Perfect Nightmare" će biti drugi singl s albuma.[3]

### Digitalni singlovi
- "Licky (Under the Covers)" je digitalno izdan 17. studenog 2009. Objavljeno je kako će ova pjesma biti izdana i kao službeni singl u budućnosti.

## Popis pjesama
1. "Perfect Nightmare" - 3:49
2. "Impossible" - 3:46
3. "No Gravity" - 3:36
4. "Take Ova" - 4:08
5. "Say Hello to Goodbye" - 3:52
6. "DJ Made Me Do It" - 3:23
7. "Love Shop" -  3:22
8. "Helpless" - 3:37
9. "Kiss You Up" - 3:17
10. "T-Shirt" (Radio Killa Remix) - 3:52